# Buddusò
Buddusò (sardinsky: Buddusò) je italská obec (comune) v provincii Sassari v regionu Sardinie. Nachází se ve výšce 700 metrů nad mořem a má přibližně 3 600 obyvatel. Rozloha obce je 176,84 km².